# Полане Сонам Топге
Полане Сонам Топге (тиб. ཕོ་ལྷ་ནས་བསོད་ནམས་སྟོབས་རྒྱས; 1689 — 12 березня 1747) — 2-й старший калон і міванг (політичний і військовий правитель) Тибету в 1727—1747 роках. Відомий також як Полань.

## Життєпис

### Молоді роки
Походив зі знатного тибетського роду з Цангу. Його предки завдячують кар'єрі хошутським ханам. Син військовика Пеми Г'ялпо та й Дролми Бутрі. Народився 1689 року в замку Пола (на південь від містечка Г'янгдзе), отримавши ім'я Сонам Топге. Замолоду навчався в монастирі Міндролінг, який належав до школи Ньїнґма, а також у Панчен-лами V. В цей час отримав прізвисько Поане (Полхане) з амісцем народження. Саме за цим став найбільш відомим.
Згодом служив при дворі хана Лхавзана. 1717 року після поразки й загибелі останнього у війні з джунгарами Полане зміг врятуватися, сховавшись в монастирі Дрепунг. був схоплений і голий провезений вулицями Лхаси. Після 15 ударів батогом його кинули до в'язниці. Йому вдалося вижити, оскільки друзі принесли йому їжу. Нарешті він був звільнений завдяки втручанню сакйонга (намісника Тибету) Тагцепи, що мав вплив серед джунгарів.

### Калон
Повертається до Цангу, де вступає в союз з Ханченне Сонам Г'ялпо, намісником Нгарі, що залишився вірним хошутам. Вони організували опір джунгарам, поки велика цінська армія на чолі із Ян Сінєм, надіслана імператором Кансі, не ввійшла до Лхаси у вересні 1720 року. Цінська війська розмістилися в Лхасі, Літанзі і Чамдо. Тибетські землі на схід від Літанга і Батанга (значна частина регіону Кхам) були відділені від Тибету і включили до складу цінської провінції Сичуань. До кінця року цінські війська залишили Тибет.
У 1721 року, коли було утворено уряд для керування Тибетом у складі 3 калонів (міністрів), став помічником старшого калона — Ханченне Сонам Г'ялпо. Той призначив Полане Сонам Топге намісником Цангу. Він вніс пропозицію, щоб сотні монастирів і храмів Ньїнґма, які були зруйновані джунгарами, були відновлені за допомогою уряду. 1723 року став 4-м калоном уряду.
Поступово калони перетворилися у фактично самостійним правителів регіонів Тибету, що послабило внутрішню міць. 1727 року внаслідок змови було вбито Ханченне Сонам Г'ялпо. Владу захопили калони Нгафона Дордже Г'ялпо, Лумпане Таші Г'ялпо і Чараба Лодро Г'ялпо, яких таємно підтримував Далай-лама VII, що розраховував відновити незалежність Тибету від Цінь. Натомість Полане зібрав війська в своєму регіоні Цанг. Він вступив у союз з братом Хангченне — Гашіба Цетен Таші. Також повідомив цінський уряд про ці події. У 1728 році рушив на Лхасу, завдавши супротивникам поразки, потім взяв в облогу палац Потала, де сховалися інші калони, які здалися 5 липня. В тому ж році, 4 вересня, до Тибету увійшли цінські війська.
За рішенням суду Нгафона Дордже Г'ялпо і Лумпане Таші Г'ялпо було піддано страті лінчі, 2 ченців повішено, 13 — відрубано голову, Далай-ламу VII і його батька відправлено до монастиря Гартар (поблизу Літана). За цим Полане разом з цінськими генералами придушував повстання в інших регіонах Тибету, підчас чого багато родин було страчено або заслано до китайських провінцій.

### Намісник Тибету
Було відновлено систему калонів з 3 осіб, де Полане став старшим калоном. Разом з тим було призначено цінських чиновників (амбанів) з числа манчжурів, що наглядали за калонами. Частини регіонів Амдо і Кхам відійшли до китайських провінцій (підтверджено передача 13 округів до Сичуані, Г'ялтан — до Юньнані, Амдо підпорядковано Сініну). При цьому завдяки цінському уряду Панчен-лама V став самостійним правителем Західного Цангу. Також цінський уряд зобов'язався щорічно надсилати монастирям 5 тис. лян срібла.
Втім завдяки дипломатії та відсутності авторитету в особі Далай-лами VII ставав все більш самостійним. У 1729 році він організував поштову систему, яка забезпечувала передачу повідомлень з Нгарі до Лхаси і з Лхаси до Східного Тибету. Створив військо у складі 15 тис. піхоти й 10 тис. кінноти. Наказав охороняти кордони Тибету, а також створив військові пункти у всіх регіонах.
В кампанії 1730—1731 років скористався боротьбою за владу в Бутані, змусивши друк десі Міпхам Вангпо визнати зверхність Тибету й спрямовувати посланця з даниною (часто формальною). Ця традиція зберігалася до 1950 року. У 1731 отримав титул сіцзан-вана другого рангу. Сами тибетці називали його мівангом (володарем людей). Разом з тим намагався підтримувати освіту, буддійські школи, надав кошти на друк буддійського канона Ганджур. 1732 року змусив Дескйонга Намг'яла, володаря Ладакху, знову визнати зверхність Тибету. 1733 року домігся зменшення цінської залоги в Лхасі з 2 тис. до 500 вояків.
1740 року надав прихисток Пхунцоґ Намґ'ялу II чог'ялу Сіккіма, що втік від військ бутанського друк-десі Нгаванг Г'ялцена. Невдовзі тибетці відновили того на сіккімському троні. Але панував до повноліття чог'яла регент, призначений Полане. Того ж року цінський імператор Хунлі надав йому титул цзюньвана (третій вищий титул після імператора).
Помер Полане Сонам Топге 1747 року. Посаду старшого калона успадкував його другий син Г'юрме Намг'ял.